# Assa (stad)
Assa (Berbers: ⴰⵙⵙⴰ) is een stad in Marokko en is de hoofdplaats van de provincie Assa-Zag.
In 2014 telde Assa 14.570 inwoners.